# Akialoa stejnegeri
Akialoa-de-kauai ou aquialoa-de-kauai (Akialoa stejnegeri) foi uma espécie de fringilídeos da família Fringillidae.
Foi endémica das ilhas de Kauai, Hawai e foi extinta devido à perda de habitat.